# Kameanka, Vîsokopillea
Kameanka (în ucraineană Кам'янка) este un sat în comuna Prîhirea din raionul Vîsokopillea, regiunea Herson, Ucraina.

## Demografie
Componența lingvistică a localității Kameanka
     Ucraineană (92,31%)
     Rusă (7,69%)
Conform recensământului din 2001, majoritatea populației localității Kameanka era vorbitoare de ucraineană (92,31%), existând în minoritate și vorbitori de rusă (7,69%).